# IC 283
IC 283 је спирална галаксија у сазвјежђу Кит која се налази на листи објеката дубоког неба у Индекс каталогу.
Деклинација објекта је - 0° 12' 16" а ректасцензија 3h 3m 50,5s. Привидна величина (магнитуда) објекта IC 283 износи 14,9 а фотографска магнитуда 15,8. IC 283 је још познат и под ознакама MCG 0-8-76, CGCG 389-69, KUG 0301-003, PGC 11539.